# اچ‌اس‌دابلیوام‌اس ناکن (۱۹۷۸)
اچ‌اس‌دابلیوام‌اس ناکن (۱۹۷۸) (به انگلیسی: HSwMS Näcken (1978)) یک زیردریایی است که طول آن ۴۴ متر (۱۴۴ فوت ۴ اینچ) می‌باشد. این زیردریایی در سال ۱۹۷۸ ساخته شد.